# Sunderland Association Football Club
El Sunderland Association Football Club es un club de fútbol profesional inglés, fundado el 17 de octubre de 1879 en la ciudad de Sunderland en Tyne y Wear al noreste de Inglaterra. Jugará en la Premier League en la temporada 2025-26. Desde su fundación, ha sido considerado por palmarés e historia como el mejor equipo en el noreste de Inglaterra.
Sunderland ganó 6 campeonatos de Liga de Inglaterra (1892, 1893, 1895, 1902, 1913 y 1936), y finalizó como subcampeón en cinco ocasiones, un registro solo superado por otros cinco clubes. El club ha ganado 2 Copas de Inglaterra (1937 y 1973) —competición conocida como FA Cup en inglés—, y ha sido subcampeón en otras dos oportunidades (1913 y 1992). Ha ganado una Supercopa de Inglaterra —competición conocida como Community Shield— en 1936, siendo subcampeón de la misma al año siguiente. Sunderland fue finalista de la Copa de la Liga en 1985 y 2014, perdiendo ante Norwich City y Manchester City respectivamente.
Tras un período de éxito a fines del siglo XIX, con varios títulos liga, ganó su primera FA Cup en 1937 con un triunfo 3-1 ante el Preston North End, y se mantuvo en la máxima categoría durante 68 temporadas sucesivas. Tras la Segunda Guerra Mundial, el título obtenido más importante fue la FA Cup en 1973, cuando el club derrotó por 1-0 al Leeds United. Durante este período el club obtuvo cinco títulos de segunda categoría y uno de la tercera.
Sunderland juega sus partidos como local en el Stadium of Light, con capacidad para 49 000 espectadores desde 1997, tras haber abandonado el antiguo Roker Park. La capacidad original del estadio era de 42 000 espectadores, pero fue aumentada a la capacidad actual en el año 2000. El club mantiene una gran rivalidad con el Newcastle United, con quien disputa el Tyne & Wear Derby desde 1898. Tras ascender a la máxima categoría en 2007, se convirtió en uno de los clubes de fútbol más ricos del mundo, estando valuado en USD $93 millones en 2014, siendo el 31.º más valuado en el mundo en general y el 10.º en Inglaterra.

## Historia

### Primeros años y títulos de liga
Fundado el 17 de octubre de 1879 como Sunderland & District Teachers Association por el maestro y futbolista James Allan, Sunderland se unió a la Football League en la temporada 1890-91. Reemplazó al Stoke City, que había no fue reelecto para esa temporada, convirtiéndose en el primer club en unirse a la liga desde su inauguración en 1888, reemplazando a uno de los miembros originales de la Football League. Durante el siglo XIX, William McGregor, fundador de la Football League, llamó al club como «The Team of All Talents» —traducción: El equipo de todos los talentos—, luego de derrotar por 7-2 al Aston Villa. Sunderland ganó el campeonato de la liga en el temporada 1891-92, una temporada después de unirse a la Football League. El club alcanzó la suma de 42 puntos, aventajando por cinco puntos al subcampeón, Preston North End. El diario The Times describió al plantel como «un equipo de maravilla». Sunderland defendió exitosamente el título en la temporada siguiente, destacando el rendimiento del delantero John Campbell, que alcanzó la marca de 30 goles por segunda temporada consecutiva. Al final de la temporada, el Sunderland anotó un total de 100 goles —récord de goles en el momento para esa competencia— registro no igualado hasta la temporada 1919-20, cuando el West Bromwich Albion estableció un nuevo récord.

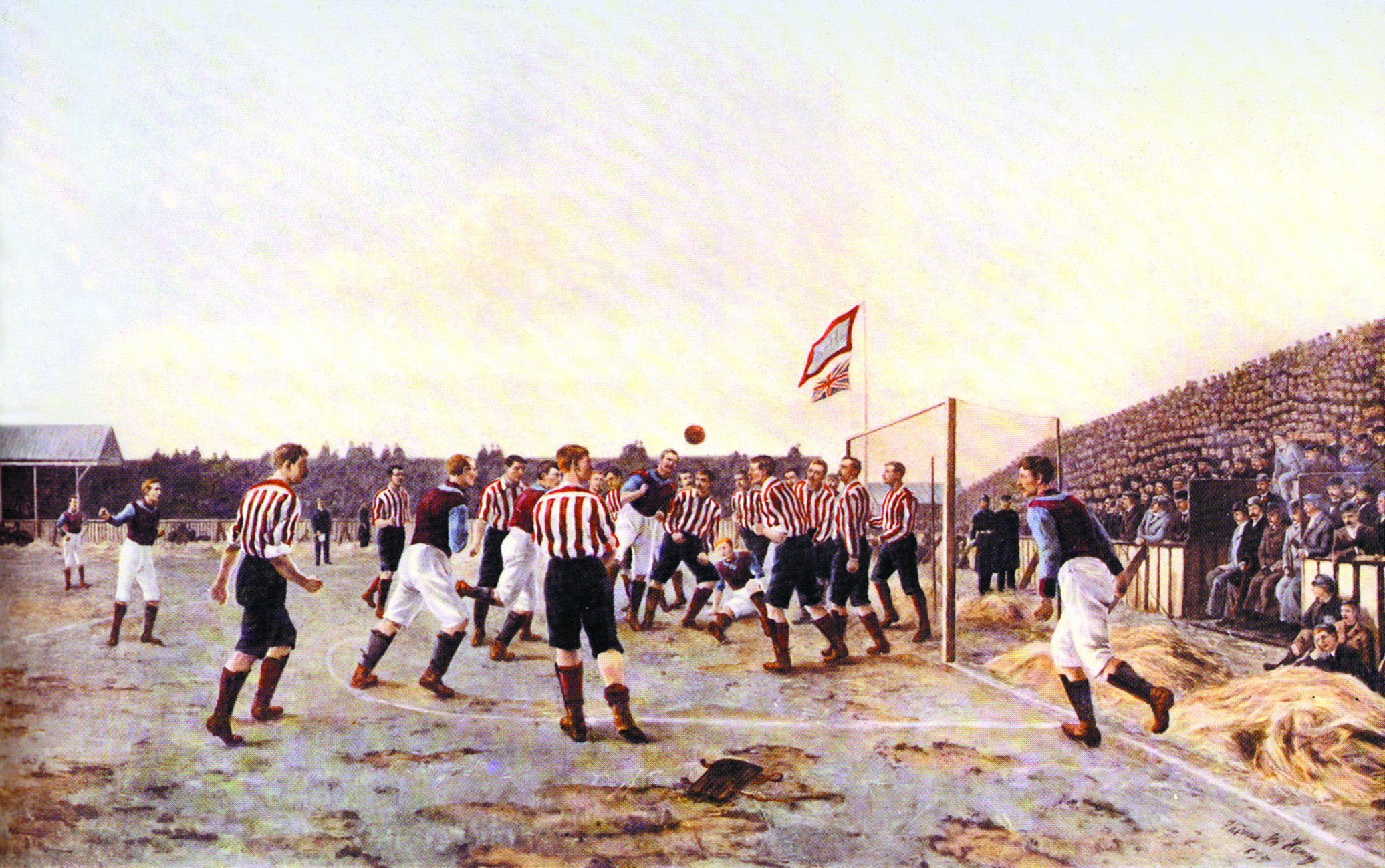
Sunderland v. Aston Villa. 1895 de Thomas Hemy. Es una de las representaciones artísticas de fútbol más antiguas del mundo.

Sunderland estuvo cerca de ganar un tercer título consecutivo en la temporada 1893-94, finalizando subcampeón detrás del Aston Villa. Sin embargo, en la siguiente temporada, el club obtuvo su tercer campeonato de Liga (1894-95), relegando al subcampeonato al Everton por cinco puntos. Tras ganar el Campeonato de Liga Inglés, Sunderland jugó la Football World Championship contra Heart of Midlothian, ganador de la campeonato de Liga de Escocia —llamado en ese momento Scottish Division One— de esa misma temporada. El partido fue descrito como Partido Decisivo del Campeonato del Mundo de Fútbol. Sunderland ganó por 5-3, y fue proclamado como «campeón del mundo». En el ámbito local, el club finalizó en la segunda posición en la liga de la temporada 1897-98, detrás del Sheffield United. Esa temporada fue la última en la que ejerció localía en el estadio Newcastle Road, ya que el club pasó a jugar en Roker Park. Tras finalizar segundo en la 1900-01, Sunderland se coronó campeón de Liga por cuarta vez a la siguiente temporada, con 3 puntos de ventaja sobre el Everton.
En 1904 la junta directiva de Sunderland se vio envuelta en un escándalo por el pago del jugador Andrew McCombie. El club afirmaba que habría dado el jugador de £100 (£9,6 mil en la actualidad) para ayudarle a iniciar su propio negocio, en el entendimiento que posteriormente iba a devolver el dinero en un partido a beneficio. Sin embargo, McCombie se negó a devolver el dinero, alegando que había sido un regalo. Una investigación realizada por el La Asociación de Fútbol llegó a la conclusión de que el dinero dado a McCombie era parte de un bono para una re-firma de jugadores. Esto violó las reglas de la Asociación. Sunderland fue multado con £250 (£24.1 mil en la actualidad), y seis directores fueron suspendidos por dos años y medio por no mostrar una verdadero registro de los tratos financieros del club. El gerente del Sunderland Alex Mackie también fue suspendido por tres meses para su participación en el asunto.

### Más títulos de liga
El 5 de diciembre de 1908, Sunderland obtuvo su mayor victoria histórica por liga, en el derbi ante Newcastle United. El partido finalizó 9-1; Billy Hogg y George Holley anotaron un Hat trick cada uno. El club volvió a ganar la Liga en 1913, pero perdió su primera final de FA Cup 1-0 ante Aston Villa, en una derrota muy dura, ya que esto no permitió que el club obtuviese el doblete. La actividad futbolística en Inglaterra fue suspendida tras la Primera Guerra Mundial. Tras la finalización de la guerra, se reanudó el fútbol, y el Sunderland pudo tener un equipo competitivo durante los años 1920, finalizando subcampeón en la First Division 1922-23, por detrás del Liverpool, y tercero a la temporada siguiente, a cuatro puntos de la cima. Sin embargo, el club se salvó de descender por un punto en la 1927-28, a pesar de 35 goles de David Halliday.

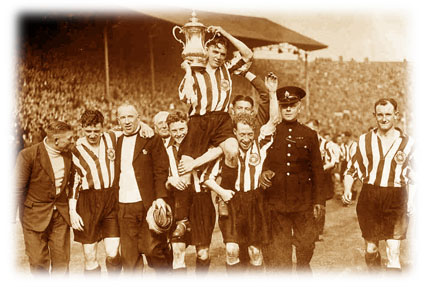
Plantel del Sunderland con el trofeo de la FA Cup.

 El punto de la salvación fue obtenido en el partido ante Middlesbrough, y el club finalizó en la decimoquinta posición. Por su parte, Halliday mejoró su registro con 43 goles en 42 partidos en la temporada siguiente, récord absoluto de goles marcados en una sola temporada en la historia del club para un jugador.
El sexto título de liga del club llegó en la temporada 1935-36, y ganó su primera FA Cup en la temporada siguiente, tras derrotar por 3-1 al Preston North End en el antiguo Estadio de Wembley. En los años restantes de la década el club acabó por lo general en la mitad de la tabla de la liga, y con actuaciones regulares en la FA Cup. Ambas competiciones fueron suspendidas tras el estallido de la Segunda Guerra Mundial. Algunas competiciones de fútbol fueron organizadas como una forma de mantener la moral del fútbol en el país, entre ellas, la Football League War Cup. Sunderland fue finalistas en el torneo en 1942, pero fueron derrotados en dicha instancia por Wolverhampton Wanderers.
Financieramente, el Sunderland realizó grandes gastos en contrataciones de jugadores una vez finalizada la Segunda Guerra Mundial. El club pagó £ 18 000 (£568 mil en la actualidad) en enero de 1949 por Ivor Broadis, quién entonces se encontraba en el Carlisle United. Broadis también fue mánager del Carlisle en el momento, y este es el primer caso de la transferencia de un jugador a sí mismo a otro club. Esto, junto con las elevadas tasas de transferencia para asegurar los servicios de Len Shackleton y el internacional galés Trevor Ford, hizo que el club recibiese el apodo de «Bank of England club» —traducción: Club del Banco de Inglaterra—. El club finalizó tercero en la First Division en 1950, su posición más alta tras el título de 1936.

### Problemas financieros y tres finales de Copa
Los finales de los años 1950 vieron un fuerte declive futbolístico del Sunderland, y el club se vio envuelto en un nuevo conflicto financiero en 1957. El club fue declarado culpable de realizar pagos a los jugadores que superen el salario máximo, y el club fue multado con £5000 (£108.000 hoy). De su junta directiva fueron suspendidos y su presidente y tres directores. Al año siguiente, Sunderland descendió por primera vez tras 68 años militando en la máxima categoría.

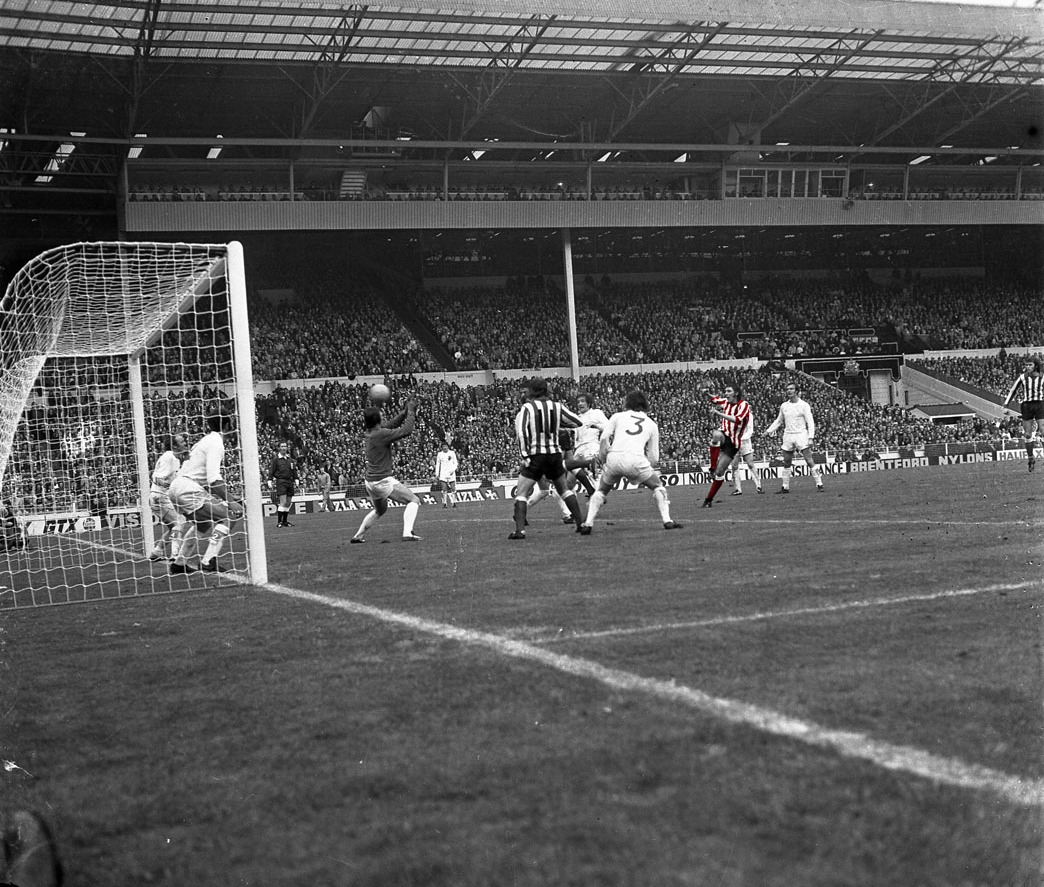
El gol de Ian Porterfield que dio la victoria en la final de la FA Cup de 1973

La ausencia del Sunderland en la máxima categoría duró seis años. En la temporada 1962-63, Sunderland necesitaba solo un empate en su último partido contra el Chelsea —quién peleaba también por el ascenso—, quién debía disputar otro partido posteriormente a este. Sin embargo, Sunderland perdió ese encuentro, y el Chelsea ganó su último partido por 7-0, superando al Sunderland en el segundo puesto por diferencia de gol. Tras estar cerca del ascenso, el club ascendió a la First Division en 1964, tras finalizar en la segunda posición. Sunderland derrotó al Charlton Athletic en la penúltima jornada, con lo que obtuvo el ascenso con una fecha de anticipación. Unos años después, descendió por segunda vez a la Second Division tras finalizar en la 21.ª posición en la temporada 1969-70.

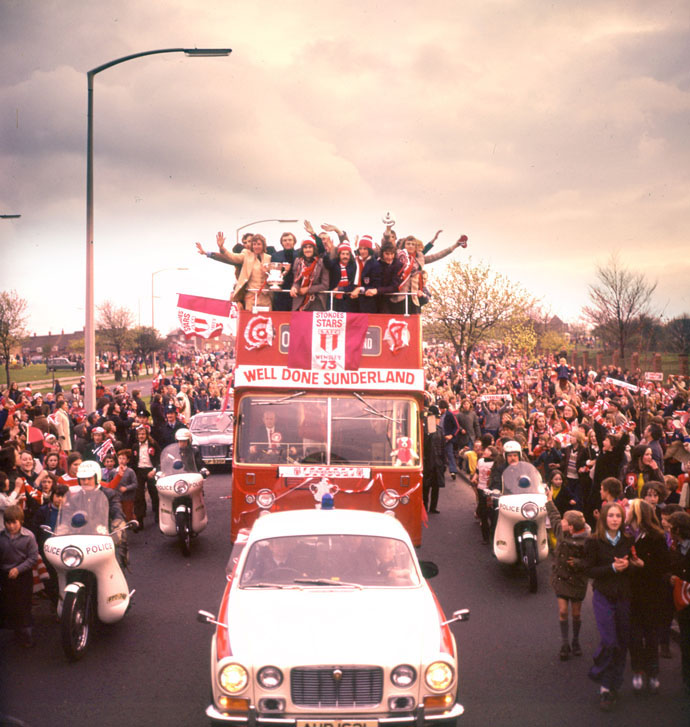
Los jugadores y afición del Sunderland celebran la obtención de la FA Cup de 1973 con un autobús de techo descubierto.

Sunderland ganó su último título oficial en 1973, tras derrotar 1-0 al Leeds United de Don Revie en la Final de la FA Cup, con la conducción de Bob Stokoe. Siendo un equipo que militaba en la Second Division, Sunderland ganó el partido gracias a la gran labor de su arquero Jimmy Montgomery, que atajó dos situaciones de gol del Leeds de manera consecutiva, entre ellos, un disparo muy potente de Peter Lorimer. Ian Porterfield anotó de volea a los 30 minutos para batir al Leeds y obtener el título. Desde 1973, solamente Southampton en 1976, y West Ham United en 1980, lograron ganar la FA Cup sin estar militando en la máxima categoría del fútbol inglés.
Al ganar la FA Cup, Sunderland clasificó para la Recopa de Europa, la única participación internacional del club hasta el momento. Sunderland derrotó al Vasas Budapest húngaro por 3–0 en el marcador global y posteriormente fue eliminado por el Sporting de Lisboa en la segunda ronda. Ganó el primer partido 2-1 en el Roker Park, pero perdió 2-0 en la vuelta, finalizando con un marcador global de 3-2 en contra. Tras permanecer durante seis temporadas en la segunda categoría, Sunderland ascendió a la First Division en la temporada 1975-76, tras finalizar líder de ese campeonato con tres puntos de ventaja sobre el Bristol City. Sin embargo, Sunderland descendió nuevamente en la siguiente temporada, ya sin Bob Stokoe como mánager, quien había renunciado al cargo por problemas de salud al inicio de la temporada. El club celebró su centenario en la temporada 1979-80 con un partido de exhibición contra un equipo formado por exjugadores de la selección de fútbol de Inglaterra.
Sunderland alcanzó su primera final de la Copa de la Liga en 1985, finalizando como subcampeón tras perder 1-0 ante el Norwich City. En 1987, el club cayó al punto más bajo de su historia al descender a la Third Division. Bajo el mandato del nuevo presidente Bob Murray y el la conducción técnica de nuevo mánager Denis Smith, el club ascendió en la temporada siguiente. En 1990, el club ascendió nuevamente a la máxima categoría, concretándose su ascenso en inusuales circunstancias. Sunderland perdió ante el Swindon Town en la final de los play-offs de ascenso, pero se le fue revocado el ascenso al Swindon, al ser declarado culpable de irregularidades financieras del club y Sunderland ascendió en su lugar. Sin embargo, la permanencia del Sunderland en esta división duró una sola temporada, ya que el club descendió a la Second Division en la siguiente temporada.

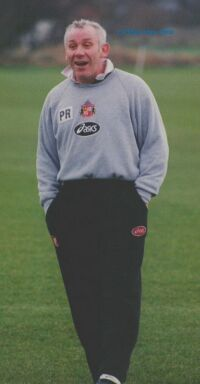
Peter Reid asumió como mánager en 1997, y ocupó el cargo hasta 2002.

Posteriormente, el club alcanzó una nueva final de FA Cup en 1992, siendo un equipo de la Second Division, al igual que en 1973. Sin embargo, no se repitió aquella hazaña, y el Sunderland perdió 2-0 ante Liverpool. A mediados de los años 1990, comenzó un periodo turbulento para el club.

### Altibajos (1990-2006)
En 1995, el club estuvo cerca de descender nuevamente a la tercera división. Peter Reid fue contratado como mánager, y su tiempo de conducción fue descrito como un «efecto estabilizador»; permaneciendo en el cargo siete años. Tras lograr el ascenso a la Premier League en la temporada 1995-96, Sunderland disputó su primera temporada en la Premier League, pero finalizó en el 18.º puesto, con lo que descendió a la First Division. En 1997, el club dejó de disputar sus partidos como local en el Roker Park, tras 99 años. El exjugador Len Shackleton, teniendo buenos recuerdos del estadio, declaró «Nunca habrá otro estadio como Roker Park». El club se trasladó al Stadium of Light, con capacidad para 42 000 personas, que, en su momento, fue el estadio más grande construido en Inglaterra después de la Segunda Guerra Mundial. La capacidad fue posteriormente incrementada a 49 000 espectadores. En el campo de juego, Sunderland regresó a la Premier League al coronarse campeón de la First Division en 1999 con una suma de 105 puntos, récord hasta ese entonces. La temporada 1999-00 comenzó en Stamford Bridge ante el Chelsea, con una derrota 4-0. Sin embargo, más adelante en la temporada, en el segundo partido entre ambos, Sunderland vengó su derrota al golear 4-1 al Chelsea en el Stadium of Light. También, el Sunderland logró derrotar en el Derbi a Newcastle United en el St James' Park, algo que causó la renuncia del entrenador del Newcastle, Ruud Gullit. Al finalizar la temporada, Sunderland finalizó en el séptimo lugar de la clasificación, destacándose también el rendimiento de Kevin Phillips, quien ganó la Bota de Oro en su primera temporada en la máxima categoría, anotando 30 goles.
Otra temporada concluida en un séptimo puesto fue precedida por dos temporadas con pobres resultados, y el club nuevamente descendió a la segunda categoría con un récord negativo de 19 puntos. El exentrenador de la selección de fútbol de Irlanda Mick McCarthy asumió como mánager, y, en 2005, logró un nuevo título de la segunda categoría, el tercero en diez años. Sin embargo, nuevamente el Sunderland tuvo una corta permanencia en la Premier League, y con un récord negativo de solo 15 puntos, el club descendió por tercera vez desde la creación de la misma en 1992, convirtiéndose en un «yo-yo club» —término coloquial referente a un equipo de ascenso/descenso constantes—. McCarthy renunció a mediados de la temporada por los malos resultados, y fue reemplazado temporalmente por el exjugador del club Kevin Ball. El récord negativo de puntos del Sunderland luego fue superado por el Derby County en la temporada 2007-08, que finalizó con once puntos.

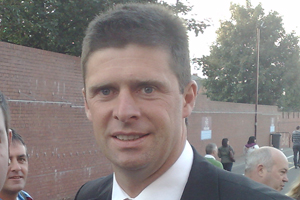
El exjugador Niall Quinn ingresó al club en 2006, y pasó seis años en el club en los roles de mánager, presidente y director de Desarrollo Internacional.

### Toma del club y estabilidad en la Premier League (2006-2016)
Tras el descenso de la Premier League en 2006, el club fue adquirido por el grupo empresario irlandés Drumaville Consortium, encabezado por el exjugador de Niall Quinn, quien nombró al excapitán del Manchester United Roy Keane como el nuevo mánager. Con Keane, el club logró una gran remontada en la segunda parte de la temporada; con una racha invicta de 17 partidos obtuvo el ascenso a la Premier League, y finalmente obtuvo el título tras derrotar al Luton Town en Kenilworth Road el 6 de mayo de 2007.
| Temporada | Pos. |
| --------- | ---- |
| 2007-2008 | 15.º |
| 2008-2009 | 16.º |
| 2009-2010 | 13.º |
| 2010-2011 | 10.º |
| 2011-2012 | 13.º |
| 2012-2013 | 17.º |
| 2013-2014 | 14.º |
| 2014-2015 | 16.º |
| 2015-2016 | 17.º |
| 2016-2017 | 20.º |

Tras el ascenso, el estado del equipo mejoró notablemente con respecto a su última temporada en la Premier League, finalizando 15.º con 39 puntos. Tras un inicio inconsistente en la temporada 2008-09, Keane renunció, por lo que fue sustituido por el entrenador Ricky Sbragia como interino hasta el final de la temporada. Después de mantener el Sunderland en la Premier League, Sbragia dimitió de su cargo directivo. Institucionalmente, el magnate estadounidense de origen irlandés Ellis Short completó una adquisición completa del club, reemplazando al Drumaville Consortium. Contrató a Steve Bruce como mánager el 3 de junio.

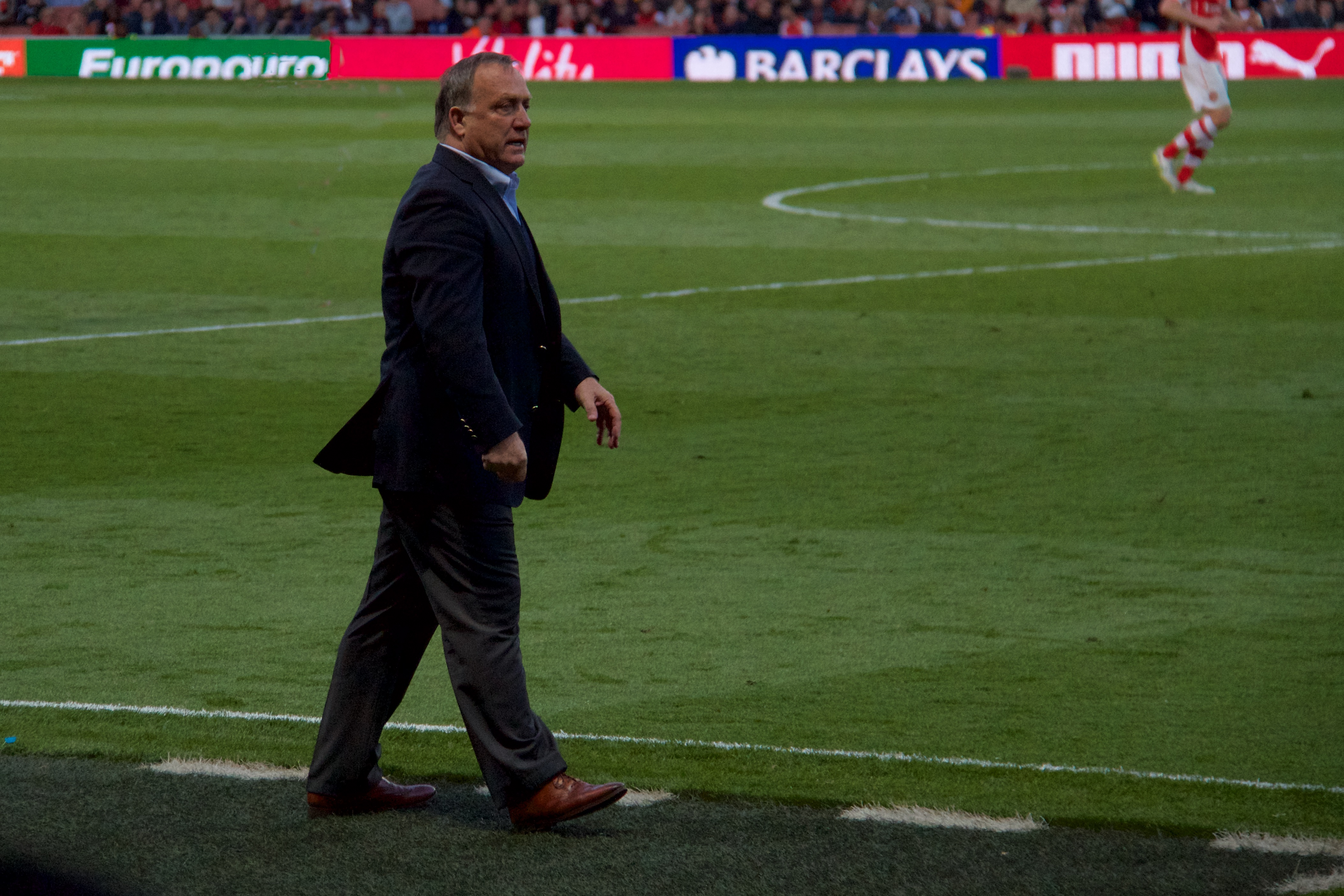
Dick Advocaat, mánager del Sunderland en mayo de 2015.

En los años posteriores, el Sunderland logró encontrar una estabilidad en la máxima categoría, alejándose de los puestos de descenso en las tres posteriores temporadas, finalizando 13.º, 10.º y 13.º, respectivamente. En la temporada 2013-14, el Sunderland se encontraba último en diciembre de 2013, y pese a progresar en la Copa de la Liga de Inglaterra, tras perder 5-1 ante Tottenham Hotspur, el entrenador Gus Poyet declaró que necesitaban "un milagro" para permanecer en la categoría. Sunderland ganó cuatro de los últimos cinco partidos, y con un triunfo ante West Bromwich Albion, el club permaneció en la máxima categoría. Disputó la final de la Copa de la Liga de Inglaterra 2013-14, donde perdió 3-1 ante el Manchester City.
En la temporada 2014-15, el 8 de octubre de 2014 recibió su peor goleada en 32 años, al perder 8-0 ante Southampton, y al perder como local 0-4 ante Aston Villa, Poyet fue despedido. Dick Advocaat asumió, y consiguió la salvación tras empatar 0-0 contra el Arsenal.
En la temporada 2015-16 el equipo finalizó en la décimoséptima posición con 39 puntos, dos por encima de las plazas de descenso. El equipo inició la temporada con Advocaat, el cual fue cesado tras la jornada 8 luego de haber logrado únicamente tres puntos de los 24 posibles, su lugar fue ocupado por Sam Allardyce.
Para la temporada 2016-17, el equipo debió afrontar la salida de Allardyce, quien fue designado como seleccionador nacional de Inglaterra, en su lugar, el Sunderland designó a David Moyes. En el terreno deportivo, los Black Cats concluyeron la temporada en el último lugar de la competencia, al haber logrado únicamente 24 puntos en 38 juegos, lo que representó el retorno del equipo al Championship, tras la relegación, Moyes presentó su dimisión.

### Crisis de descensos y ventas del club (2016-2022)
Tras perder la máxima categoría, el Sunderland debió competir en el segundo escalón. La temporada 2017-18 se planificó para recuperar su lugar en la Premier League, siendo Simon Grayson designado como director técnico. Sin embargo, este fue cesado tras empatar a tres goles en la jornada 15 ante el Bolton Wanderers. Luego de una mala serie de resultados que colocaron al club en puestos de descenso a la EFL One, Robbie Stockdale se hizo cargo del club de manera interina. El 19 de noviembre inició la gestión de Chris Coleman, exjugador galés que no logró enderezar el rumbo del equipo. El 21 de abril de 2018 se consumó el segundo descenso consecutivo del Sunderland tras caer por 1-2 ante el Burton Albion. Luego del descenso, el 29 de abril se concretó la venta del club a un grupo de inversores bajo el liderazgo de Stewart Donald y el uruguayo Juan Sartori. El equipo cerró la temporada el 6 de mayo con una victoria por 3-0 ante el Wolverhampton Wanderers, campeón de la temporada. Esta temporada posteriormente saltó a la fama internacional con la docuserie Sunderland 'Til I Die, que fue estrenada el 14 de diciembre de 2018 en Netflix.
Para la temporada 2018-2019 el equipo debió afrontar el reto de regresar al Championship, Jack Ross fue designado como el nuevo entrenador. A lo largo de la temporada el equipo se mantuvo en posiciones de playoff de ascenso, hasta finalizar la temporada en quinta posición. En la semifinal de ascenso, eliminó al Portsmouth con un marcador global de 1-0. El equipo alcanzó la final del playoff, celebrada el 26 de mayo en el Estadio de Wembley. En este juego, el Charlton Athletic se impuso al Sunderland por un marcador de 1-2, consiguiendo la victoria en el tiempo agregado y el boleto a la segunda categoría del fútbol inglés. En esta temporada, el club consiguió el segundo puesto en el English Football League Trophy, siendo derrotado por el Portsmouth en penales.
En la temporada 2019-20 Sunderland terminó en el octavo lugar, su posición más baja en la liga y sin posibilidad de jugar los playoff de ascenso, con la clasificación final determinada por puntos por juego debido a la suspensión del fútbol en Inglaterra por la pandemia de COVID-19. De esta forma, el Sunderland se mantuvo una temporada más en League One.
A fines de 2020 el empresario francés Kyril Louis-Dreyfus inició los trámites para convertirse en el accionista mayoritario del club, en febrero de 2021 se hace oficial la adquisición y Louis-Dreyfus se convierte en el nuevo propietario y presidente del club, sin embargo, el grupo de propietarios anterior se mantuvo dentro del club como accionistas minoritarios. En marzo de 2021 el Sunderland conquistó su primer EFL Trophy al derrotar por 1-0 al Tranmere Rovers. La temporada regular finalizó con el club en la cuarta posición, por lo que accedió a los play-offs de ascenso. En la semifinal el Sunderland enfrentó al Lincoln City Football Club, cayendo derrotado por 0-2 en la ida, mientras que en la vuelta una victoria por 2-1 fue insuficiente para superar al rival en el agregado, por lo que el club se vio obligado a continuar otra temporada más en League One, la que será cuarta consecutiva desde su descenso en 2018.

### Retorno al EFL Championship y resurgimiento (2022-2025)
En la temporada 2021-2022 el equipo buscó conseguir el ansiado retorno al EFL Championship, finalizando la temporada regular en la quinta posición y logrando la clasificación a los play-offs. En la primera ronda los Black cats eliminaron al Sheffield Wednesday con un marcador agregado de 1-2. Finalmente el 21 de mayo de 2022 el equipo logró ascender después de derrotar en la final de los Play-offs al Wycombe Wanderers por 2-0, de esta forma el Sunderland regresó al Championship luego de cuatro años de estadía en la League One. En su regreso al Championship, el Sunderland alcanzó los play-offs de ascenso, tras conseguir el sexto lugar en la temporada 22-23 en la última fecha. Sin embargo, aunque el equipo se ilusionó con el ascenso tras derrotar al Luton Town en la ida de la semifinal por 2-1, los Hatters remontarían la serie, derrotando al Sunderland por un marcador global de 3-2, quienes se convertirían en campeones de los play-offs. La temporada siguiente, a pesar de coquetear con los puestos de play-offs durante la primera mitad de la temporada, el equipo tuvo un mal rendimiento en el cierre de la temporada, consiguiendo solo seis victorias en las 24 fechas y terminando en la mitad de la tabla.

### Regreso a la Premier League (2025-actualidad)
La ilusión del regreso a la Premier League no se hizo esperar entre los aficionados. Las primeras 16 fechas vieron al Sunderland como un fuerte candidato para el ascenso directo, ubicándose en los primeros puestos durante 14 de ellas. Sin embargo, el Sunderland terminó saliendo de la pelea por los puestos directos tras la fecha 17, en la que empató sin goles contra el West Brom y todos sus rivales directos ganaron. A pesar de esta caída, el equipo mantuvo el ritmo durante el resto de la temporada con respecto a sus perseguidores y se clasificó de manera anticipada a los play-offs, terminando cuarto. En la semifinal se enfrentó al Coventry City, consiguiendo una victoria de visitante en la ida por marcador de 2-1. La vuelta fue más dramática, pues el Coventry empató el marcador global a dos goles y forzó los tiempos extra. Cuando todo parecía irse a los penales, un gol de Dan Ballard en el minuto 122 le dio a los Black Cats la ventaja en el global (3-2) y los clasificó a la final. El Sunderland se enfrentó en la final al Sheffield United en Wembley. El equipo terminó el primer tiempo abajo en el marcador, tras el gol de Tyrese Campbell en el minuto 25. Los Black Cats consiguieron el empate al minuto 76 y terminaron de consumar la remontada en el minuto 90+5, terminando la espera de ocho años para volver a primera división.
El 16 de agosto de 2025 hicieron su re-debut en Premier League, en la primera fecha del campeonato, de locales enfrentaron al West Ham United  en lo que resulto una victoria cómoda por 3-0 con goles de Eliezer Mayenda, Daniel Ballard y Wilson Isidor. 

## Símbolos

### Historia y evolución del escudo
Su escudo incluía un barco, la parte superior del escudo de la ciudad de Sunderland, un gato negro y un balón de fútbol delante de las rayas rojas y blancas del Sunderland. En 1972 se modificó, eliminando el gato negro, pero manteniendo un barco, un balón de fútbol y el fondo de rayas rojas y blancas. Esta insignia se utilizó por primera vez en la camiseta de los días de partido en 1977, sustituyendo a las simples iniciales negras "SAFC" que se habían utilizado desde 1973. La parte superior y el borde de la insignia fueron de color azul hasta 1991, cuando se cambió a negro.
Coincidiendo con el traslado de Roker Park al Stadium of Light en 1997, el Sunderland estrenó un nuevo escudo dividido en cuatro partes; la superior derecha y la inferior izquierda presentaban sus tradicionales colores rojo y blanco, pero se omitió el barco. En la parte superior izquierda aparece el monumento a Penshaw y en la inferior derecha el puente de Wearmouth. Una rueda de mina en la parte superior del escudo conmemora la historia minera del condado de Durham y el terreno en el que se construyó el Estadio de la Luz, antiguamente la mina de Monkwearmouth. El escudo también contiene dos leones, los gatos negros del Sunderland, y una pancarta con el lema del club, Consectatio Excellentiae, que significa "En busca de la excelencia".

### Apodos

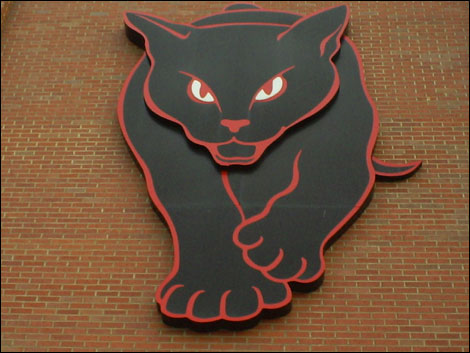
Un logotipo de Black Cat en el exterior del Stadium of Light

El apodo oficial del Sunderland es "The Black Cats". El nombre se hizo oficial en una votación pública en el año 2000. A pesar de que el apodo se hizo oficial hace relativamente poco tiempo, el gato negro se ha utilizado como emblema del club durante la mayor parte de su historia. Existen fotografías de jugadores sosteniendo un gato negro que hizo de Roker Park su hogar en las décadas de 1900 y 1910, y que era alimentado y regado por el club de fútbol. El primer escudo oficial del club tenía un gato negro en el centro y, desde la década de 1960, el emblema de la Asociación de Aficionados del Sunderland A.F.C. es un gato negro. Un hincha del Sunderland, Billy Morris, llevó un gato negro en el bolsillo del pecho como amuleto de buena suerte a la final de la FA Cup de 1937, en la que el Sunderland se llevó a casa el trofeo por primera vez, y también se ha hecho referencia a una "Batería de Gatos Negros", una batería de artillería con base en el río Wear durante las guerras napoleónicas.
Antes de esto, cuando el equipo aún jugaba en Roker Park, era conocido como los Rokerites. Este apodo quedó obsoleto después de que el club dejara Roker Park por el Stadium of Light en 1997. Otros apodos utilizados por los medios de comunicación son los Mackems (que se cree que está relacionado con la industria de la construcción naval y es un nombre para los habitantes de Sunderland) o los Wearsiders, en referencia al río al que se asienta la ciudad y la región de Wearside, y en contraste con sus rivales de Tyneside, el Newcastle United.
Además de los apodos del club, se han utilizado nombres para definir períodos memorables de la historia del club. El apodo "Equipo de todos los talentos" se utilizó durante el período de éxito del Sunderland en la década de 1890, y el Sunderland era conocido como el "club del Banco de Inglaterra" durante la década de 1950. Esto se debe al gasto del club en el mercado de fichajes de la época, en el que se batió el récord de fichajes en dos ocasiones.

## Uniforme
El Sunderland jugó con una franja totalmente azul desde su formación hasta 1884, cuando adoptó una franja roja y blanca dividida por la mitad. En la temporada 1887-88 asumieron la actual franja de rayas rojas y blancas.. Hay que destacar que el Sevilla Futbol Club , uno de los clubes históricos de España, lució durante sus primeros años la misma equipación, ya que su presidente Sr. Jonhston y su primer capitán Sr. Mc Call provenían de la ciudad inglesa y tenían negocios navieros con Sevilla, donde fundaron el primer club de la capital andaluza en 1890.
El primer patrocinador que apareció en las equipaciones del Sunderland fue Cowie's, el grupo empresarial del entonces presidente Tom Cowie, entre 1983 y 1985. El club fue patrocinado por Vaux Breweries entre 1985 y 1999, y marcas de bebidas como Lambtons aparecieron a veces en las equipaciones. Posteriormente, el club fue patrocinado por la empresa de concesionarios de coches de Sunderland Reg Vardy desde 1999 hasta 2007. El Sunderland fue patrocinado por la casa de apuestas irlandesa Boylesports, que firmó un contrato de cuatro años con el club en 2007 por un valor estimado de £ 8 millones. En abril de 2010, el Sunderland firmó un acuerdo de patrocinio de la camiseta por dos años con tombola, una empresa local de bingo en línea. El 25 de junio de 2012, el Sunderland anunció el refuerzo de su asociación con la iniciativa Invest in Africa, que se convirtió en el patrocinador de la camiseta del club durante dos años. El proyecto está estrechamente relacionado con Tullow Oil. Sin embargo, al cabo de un año el club anunció un nuevo acuerdo de patrocinio con la empresa sudafricana Bidvest. El 1 de junio de 2015, el Sunderland anunció un nuevo patrocinio con Dafabet, que aparecerá en las equipaciones de la siguiente temporada.
El primer fabricante de equipaciones que apareció en las camisetas del Sunderland fue Umbro, entre 1975 y 1981. La marca francesa Le Coq Sportif produjo equipaciones entre 1981 y 1983. La primera etapa de Nike como fabricante de equipaciones se produjo entre 1983 y 1986, antes de las equipaciones de Patrick (1986-88), Hummel (1988-94), Avec (1994-97) y Asics (1997-00). Nike volvió entre 2000 y 2004. Diadora fabricó equipaciones durante una única temporada, la 2004-05, y Lonsdale lo hizo entre 2005 y 2007. Umbro volvió durante cinco temporadas entre 2007 y 2012, antes de que Adidas se convirtiera en el fabricante de las equipaciones del club por primera vez en 2012. Nike regresó por tercera vez como fabricante de las equipaciones del Sunderland en 2020.

### Evolución
| 2012-13 | 2013-14 | 2014-15 | 2015-16 | 2016-17 |
| 2017-18 | 2018-19 | 2019-20 | 2020-21 | 2021-22 |
| 2022-23 | 2023-24 | 2024-25 | 2025-26 |         |

## Récords
- Espectadores
  - Mayor asistencia (Roker Park): 75,118 (v Derby County, FA Cup 6.ª. Ronda Replay, 8 de marzo de 1933).
  - Mayor asistencia (Stadium of Light): 48,355 (vs Liverpool, FA Premiership, 13 de abril de 2002).
  - Menor asistencia (Stadium of Light): 11,450 (vs Chester City, Carling Cup Primera ronda, 24 de agosto de 2004).

- Resultados
  - Mayor goleada (liga): 9-1 (vs Newcastle United, Primera División, 5 de diciembre de 1908).
  - Mayor goleada (copa): 11-1 (vs Fairfield, FA Cup Primera ronda, 2 de febrero de 1895).
  - Mayor goleada en contra: 8-0 (vs West Ham United (19 de octubre de 1968); v Watford (25 de septiembre de 1982); vs Southampton (18 de octubre de 2014)).

- Jugadores
  - Más partidos jugados: 623 - Jimmy Montgomery (537 Liga, 78 Copa, 8 otros).
  - Mayor goleador: 228 - Bobby Gurney.
  - Mayor goleador de posguerra: 113 - Kevin Phillips.
  - Más goles en una temporada: 43 - Dave Halliday, 1928/29.
  - Jugador más caro: £9m (Craig Gordon desde Hearts).

- Rachas
  - Mayor racha de victorias: 13 (14 de noviembre de 1891 - 2 de abril de 1892).
  - Mayor racha de empates: 6 (26 de marzo de 1949 - 19 de abril de 1949).
  - Mayor racha de derrotas: 17 (18 de enero de 2003 - 23 de agosto de 2003).
  - Mayor racha sin una derrota de Liga: 19 (3 de mayo de 1998 - 11 DE noviembre de 1998).
  - Mayor racha sin una victoria de Liga: 22 (21 de diciembre de 2002 - 23 de agosto de 2003).

- Puntos
  - Mayor cantidad de puntos en una temporada: 105 (Liga de Fútbol de Segunda División, 1998/99) (Récord Inglés para esa época).
  - Menor cantidad de puntos en una temporada: 15 (Premier League, 2005/06) (Récord Inglés desde que se adjudican 3 puntos por victoria).

## Estadio

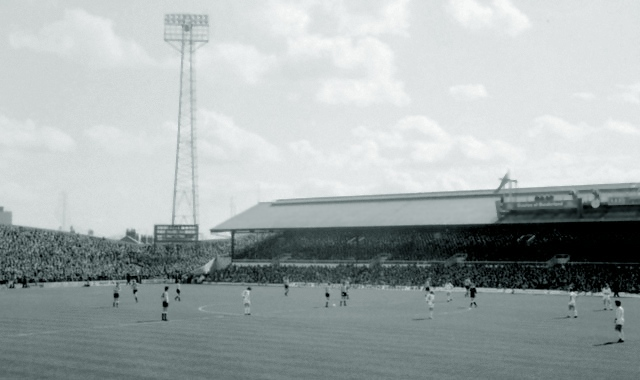
El estadio del Sunderland durante 99 años, Roker Park.

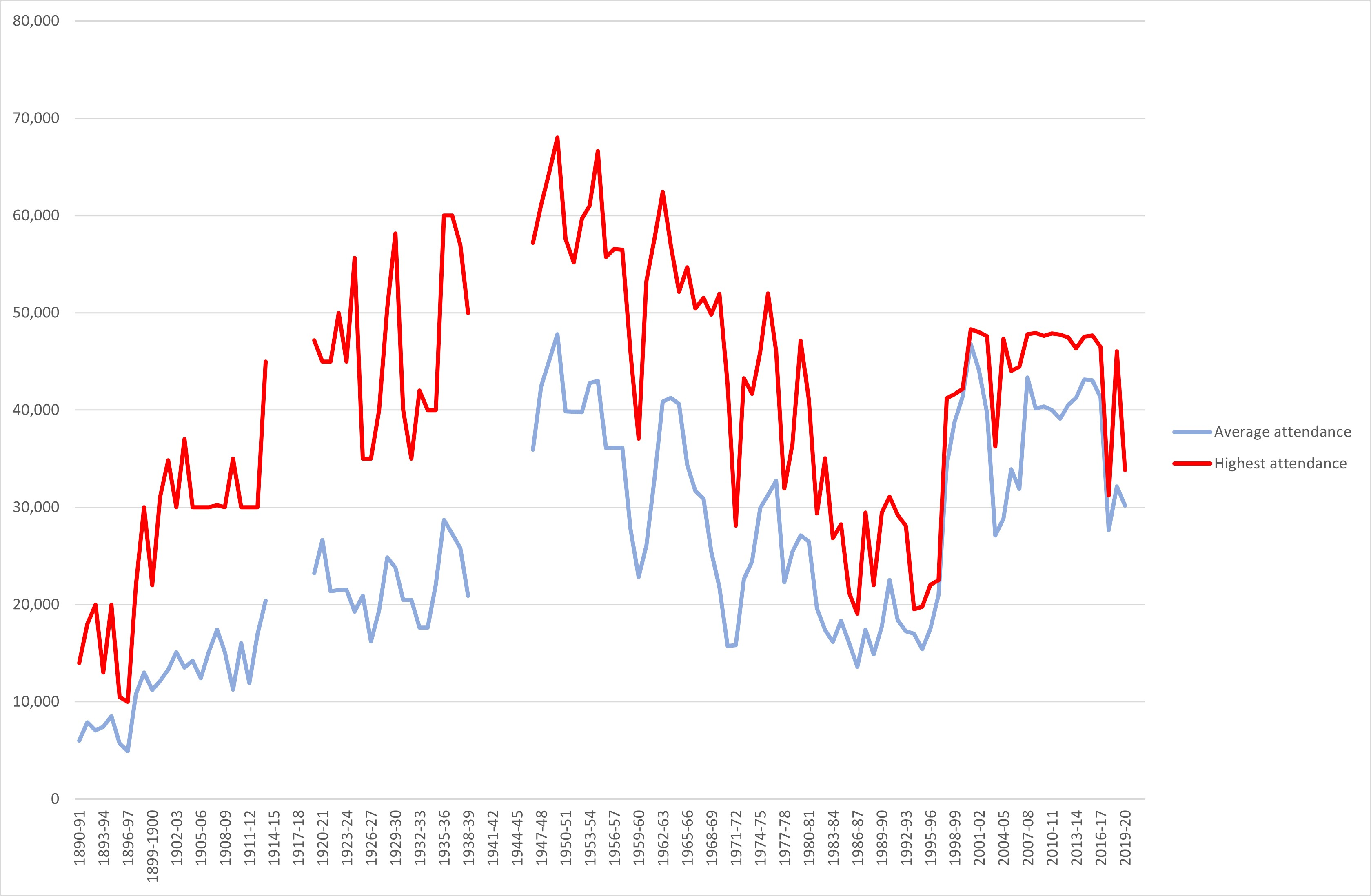
Asistencia media a los partidos desde 1891.

El Sunderland ha tenido ocho campos a lo largo de su historia; el primero fue el Blue House Field en Hendon en 1879. El campo estaba cerca del lugar donde se formó el Sunderland, en Hendon Board School; en aquella época el alquiler por el uso del campo era de 10 libras (1000 libras en la actualidad). Más adelante, el club utilizó varios campos, uno de ellos cerca de The Cedars road, antes de trasladarse a Groves Field en Ashbrooke en 1882 durante una temporada. El tercer estadio del club fue Horatio Street en Roker, el primer estadio del Sunderland al norte del río Wear; el club jugó una sola temporada allí antes de otro traslado, esta vez a Abbs Field en Fulwell durante dos temporadas. El Abbs Field destacó por ser el primer estadio del Sunderland en el que se cobró la entrada.
El Sunderland se trasladó a Newcastle Road en 1886. En 1898, el estadio tenía una capacidad de 15.000 personas tras las renovaciones, y su alquiler había subido a 100 libras (11.200 libras de hoy) al año. A finales del siglo XX, el Sunderland necesitaba un estadio más grande. Volvieron a Roker y se instalaron en Roker Park. Se inauguró el 10 de septiembre de 1898, y el equipo local jugó un partido ese mismo día contra el Liverpool, donde ganó. La capacidad del estadio aumentó a 50.000 personas tras su remodelación con el arquitecto Archibald Leitch en 1913. El Sunderland estuvo a punto de caer en la bancarrota por el coste de la renovación de la tribuna principal, y Roker Park se puso a la venta, pero no se tomó ninguna medida. El 8 de marzo de 1933, un Roker Park superpoblado registró la mayor asistencia de la historia a un partido del Sunderland, 75.118 personas, contra el Derby County en una repetición de la sexta ronda de la FA Cup. Roker Park sufrió un bombardeo en 1943, en el que se destruyó una esquina del estadio. Un agente especial murió mientras patrullaba el estadio. En la década de 1990, el estadio ya no era lo suficientemente grande, y no tenía espacio para una posible ampliación. En enero de 1990, se publicó el Informe Taylor después de que el hacinamiento en el estadio Hillsborough provocara 96 muertes, incidente conocido como la Tragedia de Hillsborough. El informe recomendaba que todos los estadios importantes debían ser convertidos a un diseño de todos los asientos. Como resultado, se redujo la capacidad de Roker Park. Fue demolido en 1997 y en su lugar se construyó una urbanización.

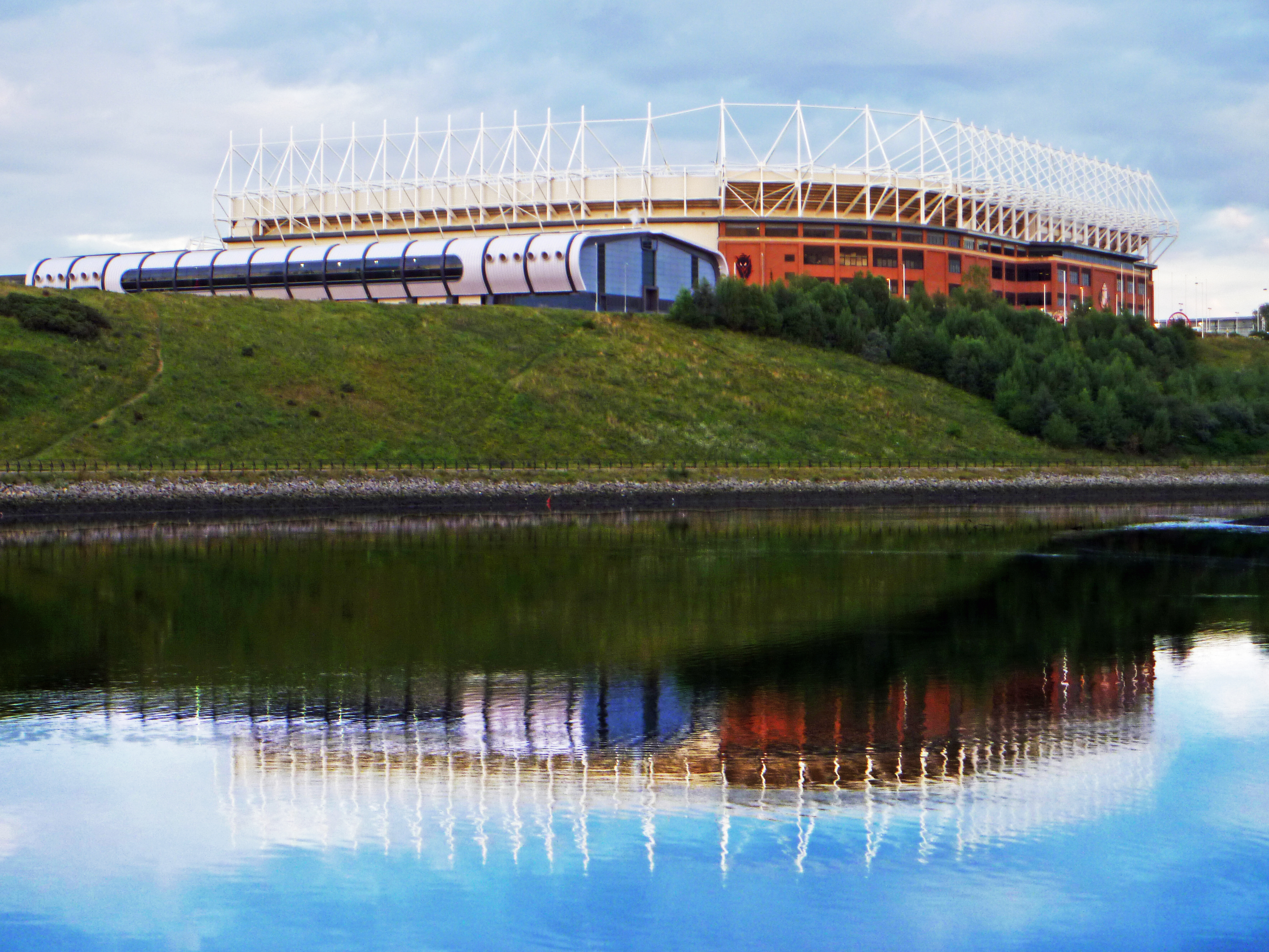
El Stadium of Light es el estadio del Sunderland desde 1997.

En 1997, el Sunderland se trasladó a su actual estadio, el Stadium of Light de Monkwearmouth, que fue inaugurado por el Príncipe Andrés, Duque de York. Construido con una capacidad original de 42.000 espectadores, acogió su primer partido contra el Ajax holandés. El estadio lleva un nombre similar al del club portugués Benfica, Estádio da Luz, aunque en otro idioma.
La ampliación del estadio en el año 2000 supuso un aumento de su capacidad hasta los 49.000 espectadores. En el exterior del estadio hay un monumento a la lámpara de Davy, y la Asociación de Mineros de Durham regaló al club una pancarta de los mineros, como recuerdo de la mina de Monkwearmouth sobre la que se construyó el estadio.
Lista de estadios del Sunderland:
- 1879-1881 - Blue House Field, Hendon.
- 1881-1882 - The Cedars Road, Ashbrooke.
- 1882-1883 - Groves Field, Ashbrooke.
- 1883-1884 - Horatio Street, Roker.
- 1884-1886 - Abbs Field, Fulwell.
- 1886-1898 - Newcastle Road, Monkwearmouth.
- 1898-1997 - Roker Park, Roker.
- 1997- Stadium of Light, Monkwearmouth.

## Palmarés
Torneos nacionales (10)
| Competiciones nacionales               | Títulos                                               | Subcampeonatos                               |
| -------------------------------------- | ----------------------------------------------------- | -------------------------------------------- |
| Primera División (6/5)                 | 1891-92, 1892-93, 1894-95, 1901-02, 1912-13, 1935-36. | 1893-94, 1897-98, 1900-01, 1922-23, 1934-35. |
| FA Cup (2/2)                           | 1936-37, 1972-73.                                     | 1912-13, 1991-92.                            |
| Copa de la Liga (0/2)                  |                                                       | 1984-85, 2013-14.                            |
| Community Shield (1/1)                 | 1936.                                                 | 1937.                                        |
| Sheriff of London Charity Shield (1/0) | 1903.                                                 |                                              |
|                                        |                                                       |                                              |
| Segunda División (5/2)                 | 1975-76, 1995-96, 1998-99, 2004-05, 2006-07.          | 1963-64, 1979-80                             |
| Tercera División (1/0)                 | 1987-88.                                              |                                              |
| EFL Trophy (1/1)                       | 2020-21.                                              | 2018-19.                                     |

## Rivalidades

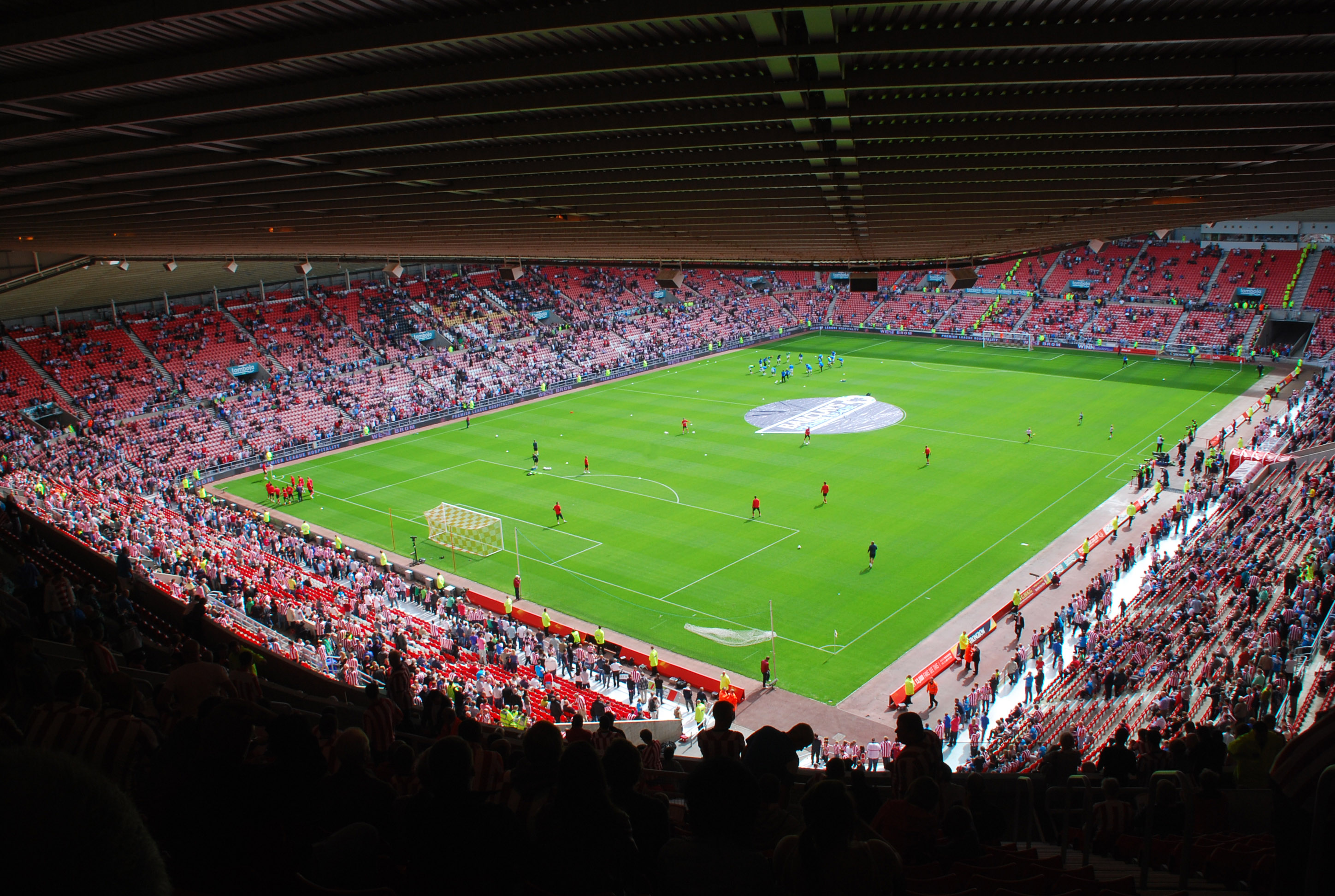
Panorámica del Stadium of Light en el calentamiento del Tyne-Wear derby

Históricamente el Sunderland tiene una fuerte y tradicional rivalidad con el Newcastle United, en el que los dos equipos disputan el Derbi de Tyne & Wear. El derbi es una rivalidad interurbana en el noreste de Inglaterra, con dos ciudades que se encuentran a 12 km de distancia. La historia del Tyne & Wear derby es una extensión moderna de una rivalidad entre Sunderland y Newcastle que se remonta a la Guerra Civil Inglesa, cuando iniciaron las protestas por las ventajas que los comerciantes de la Royalist Newcastle tenían sobre sus contrapartes del Wearside, que llevaron a Sunderland a convertirse en bastión parlamentario. También Sunderland y Newcastle se encontraron de nuevo en lados opuestos durante los levantamientos jacobitas, con Newcastle apoyando a la casa de Hannover y Sunderland al lado de los escoceses. Antes del comienzo del siglo XX, las rivalidades eran de cuestiones fronterizas hasta los años 20´s, cuando la rivalidad entre el Newcastle y el Sunderland empezó a tomar fuerza. El primer encuentro oficial entre los dos equipos tuvo lugar en 1883 con un partido amistoso. La primera eliminatoria de la FA Cup entre estos dos equipos tuvo lugar en 1887, con victoria para el Sunderland por un resultado de 2-0 final. A lo largo de la historia se ha jugado un total de 156 partidos, repartidos en 53 victorias para el Newcastle, 53 para el Sunderland y 50 empates, siendo el derbi más parejo de Inglaterra. El futbolista que más veces lo ha jugado fue el portero del Newcastle Jimmy Lawrence, con un total de 27 apariciones, y el jugador que más veces ha anotado en la historia de los derbis es George Holley, que ha llegado a anotar hasta 15 goles con el Sunderland. Casualmente, son los dos equipos más situados geográficamente al norte de Inglaterra que han llegado a jugar la Premier League. Debido a las malas campañas realizadas por el Sunderland desde 2016, cuando descendió de la Premier League, por lo que, esta rivalidad quedó en segundo plano, incluso casi dejada en el olvido, tomando en cuenta que el Sunderland disputó la tercera división inglesa (English Football League One) durante 4 temporadas y en 2022 ascendió a la English Football League Championship, la segunda división de Inglaterra.